# RYO NISHIKIDO Fan Club Tour 2023 "Untitled"
『RYO NISHIKIDO Fan Club Tour 2023 "Untitled"』（リョー ニシキド ファン クラブ ツアー 2023 アンタイトルド）は、2023年10月23日から同年11月16日にかけて開催された、錦戸亮のファンクラブ限定ライブツアー。

## 概要
- 本ツアーは、2023年10月23日から11月16日にかけて全国6か所10公演で開催された、ファンクラブ限定ライブハウスツアーである[2][3][4][5]。
  - ファンクラブ限定ツアーを開催するのは2021年3月に開催された『錦戸亮 LIVE 2021 "Note"』以来、約2年半振りである。
  - 前回のツアー『RYO NISHIKIDO LIVE TOUR 2022 "Nocturnal"』から約10か月振り、ソロ名義では6度目となるライブツアーである。
- 本ツアーでは、独立後の楽曲やジャニーズ事務所（当時）所属時代のソロ曲に加え、関ジャニ∞時代に自身が制作したグループおよびユニットの楽曲や、本ツアーで初披露となる新曲を含む全15曲[注 1]を披露した[2][3][4][5]。
- 本ツアーの初期は、錦戸が鎖骨を骨折していたため、サポーターで左腕を固定した状態で楽曲を披露していた[2][3][4][5]。
- 2023年1月20日、同年秋にファンクラブ限定ライブツアーを開催することが発表された[1]。
- 同年5月1日、本ツアーの仮タイトル『RYO NISHIKIDO "Fan Club Tour 2023"』とツアー日程が発表された[6]。
- 同年6月26日、本ツアーの正式タイトルが『RYO NISHIKIDO Fan Club Tour 2023 "Untitled"』であることが発表された[7]。
- 同年7月10日、同年11月15日・16日に東京・Zepp Hanedaにて追加公演を開催することが発表された[8]。
- 同年7月18日、前述の11月15日の追加公演が「他で予定していたイベント開催の都合上」として中止となり、「別の公演に変更」が発表された[9]。
  - 同公演のNFCプレミアム会員先行受付は既に開始していたが、これに伴い応募者全員に「落選」の案内が通知された[9]。
  - なお、同年8月21日には該当公演と同日程[注 2]でリリースイベント『錦戸亮 LIVE TOUR 2022 "Nocturnal" リリース記念スペシャルイベント』の開催が発表された[10][11]。
- 同年7月28日、同年11月11日・12日に大阪・Zepp Nambaにて追加公演を開催することを発表した[12]。
- 同年10月23日、本ツアーの初日である神奈川・KT Zepp Yokohama公演にて、4枚目のアルバムを制作中であることと、翌年2月よりホールツアーを開催することを発表し[2][3][4][5]、翌24日にはツアータイトルが『RYO NISHIKIDO LIVE TOUR 2024 "NOMADOFNOWHERE"』であることを発表した[13]。
- 同年11月11日、大阪・Zepp Namba公演にて、ワンマンライブやライブ形式のイベントなど、独立後のライブ公演が計100公演目を達成した[14]。
- 2025年1月29日、本ツアーの東京・Zepp Haneda公演（2023年11月1日開催）の模様および本ツアーのドキュメンタリームービーやMC集、千秋楽である東京・Zepp Haneda公演（同年11月16日開催）のダイジェスト映像が6thライブBlu-ray/DVD『錦戸亮 LIVE TOUR 2024 "NOMADOFNOWHERE"』特別仕様Untitled盤の特典Blu-ray/DVDに、収録公演のライブ音源が同形態の特典CDに収録予定[15]。

## 公演日程
| 年 | 月   | 日   | 開演時間 | 会場                         |
| --- | ---- | ---- | -------- | ---------------------------- |
| 2023年 | 10月 | 23日 | 19:00    | KT Zepp Yokohama（神奈川県） |
| 2023年 | 10月 | 24日 | 19:00    | KT Zepp Yokohama（神奈川県） |
| 2023年 | 10月 | 25日 | 19:00    | Zepp Nagoya（愛知県）        |
| 2023年 | 11月 | 1日  | 19:00    | Zepp Haneda（東京都）        |
| 2023年 | 11月 | 2日  | 19:00    | Zepp Namba（大阪府）         |
| 2023年 | 11月 | 4日  | 17:30    | Zepp Fukuoka（福岡県）       |
| 2023年 | 11月 | 8日  | 19:00    | Zepp Sapporo（北海道）       |
| 2023年 | 11月 | 11日 | 17:30    | Zepp Namba（大阪府）         |
| 2023年 | 11月 | 12日 | 16:00    | Zepp Namba（大阪府）         |
| 2023年 | 11月 | 16日 | 19:00    | Zepp Haneda（東京都）        |
| - 11月11日・12日：追加公演。 - 11月15日：追加公演→中止。 - 同日の公演は他イベントに変更。 - 11月16日：追加公演。 |      |      |          |                              |

## セットリスト
1. Your WURLITZER
2. code
3. スケアクロウ

〈MC〉
1. Tokyoholic
2. バナナジュース
3. ハイボール
4. コノ世界ニサヨウナラ
5. Half Down

〈MC〉
1. ノクターナルアニマルズ
2. ヒトメボレ
3. Traffic
4. I'm an Osakan
5. ホンキートンクラプソディ
6. ラストノート
7. ロードムービー

〈アンコール〉
1. オモイデドロボー

〈Wアンコール〉
1. I don't understand
2. バナナジュース

## 演出
本ツアーではジャニーズ事務所（当時）所属時代に自身が制作した楽曲を多数披露しており、特に前半の5曲はジャニーズ事務所時代の楽曲のみで構成されていた。中でも、独立後も披露してきた関ジャニ∞（当時）の楽曲「Tokyoholic」や「Traffic」、関ジャニ∞およびNEWSの作品に収録された錦戸のソロ曲「code」や「スケアクロウ」や「Half Down」に加え、関ジャニ∞のメンバーの安田章大と共作曲した「Your WURLITZER」や、自身が作詞した横山裕とのユニット曲「バナナジュース」は独立後およびソロバージョンとして初披露された。これらの楽曲を披露した意図について錦戸は「昔の曲を歌ったのですが、僕は僕。僕の過去も僕やし、これからも自分が良いと思うもの、正しいと思うものをやっていきたいので、その意思表示」と神奈川・KT Zepp Yokohama公演のMCで語っている。また、ツアー後のインタビューでは「『なんで、自分が作った曲でも歌うことをなんとなく自粛しなきゃいけないんだろう』って考えたら、そんな必要は全然無いんだよな」と思ったといい、「今一人になった状況でも、グループの時に一人で歌っていようがあるいはグループで歌っていた曲であろうが、自分が作った曲やったら、歌って良いって自分が思える状況であれば自由に今後も歌っていこうとは思います」と語っている。なお、本ツアーで例年よりも過去の楽曲が多かった理由については、アルバムに縛られずに行えるツアーだったため、過去の曲が多くセットリストに入れられることができたからだという。
本ツアーの終盤では、新曲「I'm an Osakan」と「ロードムービー」を初披露した。なお、「I'm an Osakan」は本ツアーが始まる直前に完成したという。
本ツアーの初期は錦戸の鎖骨骨折によりサポーターで左腕を固定した状態で楽曲を披露しており、着替えることが出来ない状態にあるため、アンコールは一度ステージ裏に戻らずにステージ上に居る状態で観客が「アンコール！」と叫び、そのまま錦戸がアンコールを歌うという形が取られた。
骨折によりギターが持てず、本ツアーでは錦戸がギターを一切演奏しないスタイルをとっていた。本ツアーの準備の段階ではギターを演奏するつもりでいたというが、途中で鎖骨を骨折してしまったため、ギターが持てなくなり、このスタイルでツアーを行った。なお、錦戸は骨折によるツアーの延期は考えなかったといい、「コロナ禍でも（ライブを）やり続けてきたやつが、ちょっとの骨折ぐらいで引っ込んじゃダメだよな」「もう骨、折れてても良いから（ツアーを）やろう」と思っており、「自身のウイルス感染によって周りに感染させてしまう可能性がある」などの物理的に開催が不可能な状況でない限りは、中止や延期の選択肢はなかったという。
錦戸の誕生日前日である2023年11月2日の大阪・Zepp Namba公演では、 ケーキが用意され、錦戸の実父とテレビ電話で繋ぎ、祝福のメッセージを錦戸に送るというサプライズが施された。

## グッズ
※出典を参照。
| グッズタイトル                     | 価格      |
| ---------------------------------- | --------- |
| TシャツA（M・L）                   | 各3,600円 |
| TシャツB（M・L）                   | 各3,600円 |
| マフラータオル                     | 2,300円   |
| トートバッグ（A・B）               | 各2,600円 |
| フォンタブストラップ               | 2,000円   |
| 錦戸バッジ SET（第一弾・第二弾）   | 各1,400円 |
| ふわふわソックス（グレー・ブルー） | 各1,200円 |
| スケーターソックス（A・B）         | 各1,500円 |
| クリアファイル                     | 900円     |
| フォトセット（#016・#017）         | 各600円   |
| サイリウム                         | 600円     |
| ラバーバンド（各日程限定色）       | 各600円   |
| チャーム（各日程限定色）           | 各800円   |
| TシャツC（M・L）                   | 各3,600円 |
| ステッカー                         | 400円     |
| アクリルチャーム                   | 700円     |
| TシャツD（M・L）                   | 各3,800円 |

- 大阪・Zepp Namba公演（2023年11月2日）より、『錦戸バッジ SET』の「第二弾」が追加ラインナップされた[21]。
- 北海道・Zepp Sapporo公演（同年11月8日）より、『TシャツC』が追加ラインナップされた[22]。
- 大阪・Zepp Namba公演（同年11月11日）より、『ステッカー』と『アクリルチャーム』が追加ラインナップされた[23]。
- 同年11月12日より、上記の追加グッズ4点に加え、新たに『TシャツD』を加えた計5点がオフィシャルストアにて販売開始された[24]。
- 本ツアーと同時期に開催されたリリースイベント『錦戸亮 LIVE TOUR 2022 "Nocturnal" リリース記念スペシャルイベント』の東京・Zepp Haneda公演（同年11月15日）のみ、本ツアーのグッズが販売された[25][注 11]。
- ラバーバンドとチャームの各日程の色は以下の通り。

| 公演日 | 公演日 | 色             | 会場                         |
| ------ | ------ | -------------- | ---------------------------- |
| 10月   | 23日   | WHITE          | KT Zepp Yokohama（神奈川県） |
| 10月   | 24日   | ORANGE         | KT Zepp Yokohama（神奈川県） |
| 10月   | 25日   | CINNAMON PINK  | Zepp Nagoya（愛知県）        |
| 11月   | 1日    | PURPLE         | Zepp Haneda（東京都）        |
| 11月   | 2日    | PEA GREEN      | Zepp Namba（大阪府）         |
| 11月   | 4日    | YELLOW         | Zepp Fukuoka（福岡県）       |
| 11月   | 8日    | BLUE           | Zepp Sapporo（北海道）       |
| 11月   | 11日   | RED            | Zepp Namba（大阪府）         |
| 11月   | 12日   | TURQUOISE BLUE | Zepp Namba（大阪府）         |
| 11月   | 16日   | BLACK          | Zepp Haneda（東京都）        |